# Wielki Bełt
Wielki Bełt (duń. Storebælt) – cieśnina na Morzu Bałtyckim, położona między duńskimi wyspami Fionią i Langeland a Zelandią i Lolland. Jest największą z trzech Cieśnin Bałtyckich, łączących Morze Bałtyckie z Kattegatem (pozostałe to Sund i Mały Bełt).
Długość cieśniny to około 120 km, szerokość w najwęższym miejscu 11 km, a głębokość 12–58 m.